# Strukturní elektronový vzorec

Methylidynový radikál zakreslený strukturním elektronovým vzorcem: tečkou u atomu uhlíku je vyznačen volný radikálový elektron a čárkou volný elektronový pár

Strukturní elektronový vzorec je chemický vzorec, který vyjadřuje navíc oproti běžnému strukturnímu vzorci kompletní rozmístění valenčních elektronů v molekule látky. Valenční elektrony jsou ty, které atomu přebývají nad elektronovou konfigurací nejbližšího předchozího vzácného plynu. Tyto valenční elektrony mohou být vazebné (kdy jsou součástí vazby) nebo nevazebné (kdy nejsou její součástí). Nevazebné elektrony se značí tečkou, nevazebné elektronové páry čárkou (jedná se o 2 elektrony spojené jednoduchou vazbou). 
Atomy v molekule jsou spojeny zpravidla jednoduchou, dvojnou nebo trojnou vazbou. Vaznost jednotlivých prvků se určí pomocí čísla skupiny dopočítáním přebývajících či chybějících elektronů do oktetu (například kyslík je ve skupině VI.A, do VIII.A mu chybí 2 elektrony, je tedy dvouvazný).

## Zakreslení strukturního vzorce
Ke správnému zakreslení elektronového vzorce musíme znát sumární vzorec molekuly, polohu jednotlivých prvků v periodické tabulce (resp. počet jejich valenčních elektronů) a celkový náboj molekuly. Vzorec pak můžeme sestavit podle následujícího postupu: 

1. Sečteme počet valenčních elektronů všech atomů v molekule. Nezapomeneme zohlednit náboj molekuly (pokud se jedná o aniont, musíme příslušný počet elektronů přičíst, u kationtů pak odečíst).
2. Sestavíme skelet (kostru) molekuly. Centrálním atomem je zpravidla ten s nejnižší elektronegativitou (výjimku většinou tvoří atom vodíku), na který se vážou periferní atomy. U složitějších molekul nejsou některé atomy navázány přímo na centrální atom (např. oxosloučeniny vážou vodík přes atom kyslíku).
3. Každá vazba v základní kostře molekuly obsahuje dva vazebné elektrony. Valenční elektrony, které zbyly, použijeme nejdříve na splnění oktetového pravidla periferních atomů (zejména u prvků 2. periody). Zbylé elektronové páry umístíme jako nevazebné na centrální atom.
4. Určíme formální náboje atomů, jejichž součet musí být roven celkovému náboji molekuly. Formální náboj atomu je rozdílem mezi počtem valenčních elektronů v elektroneutrálním stavu daného prvku a počtem valenčních elektronů, který bychom dostali, pokud bychom atomu přiřadili všechny elektrony v jeho volných elektronových párech a polovinu elektronů z každé vazby, kterou tvoří s jiným atomem.  Například kyslík s třema elektronovými páry a jednou jednoduchou vazbou na centrální atom má formální náboj -1: neutrální atom kyslíku má díky své poloze v tabulce prvků 6 elektronů, ale v naší molekule má třikrát po dvou elektronech z volných elektronových párů a k tomu jeden elektron z jednoduché vazby, celkem tedy 7. Rozdíl je tedy roven -1.
5. Pokud centrální atom vyžaduje oktetové pravidlo, vytvoříme příslušný počet násobných vazeb přesunutím elektronových párů z některého periferního atomu. Následně přepočítáme formální náboje atomů.
6. Vzorec můžeme doplnit o příslušné rezonanční struktury, pokud existují.